# Les Deux Orphelines
Les Deux Orphelines is een Franse dramafilm uit 1933 onder regie van Maurice Tourneur. Het scenario is gebaseerd op het gelijknamige toneelstuk uit 1874 van de Franse auteurs Adolphe d'Ennery en Eugène Cormon. Destijds werd de film in Nederland uitgebracht onder de titel De twee wezen.

## Verhaal
Begin 19e eeuw gaat het weesmeisje Henriette samen met haar blinde pleegzus Louise naar Parijs. De meisjes hopen er een arts te vinden die de blindheid van Louise kan genezen. Henriette wordt ontvoerd door de markies van Presles. Louise valt in de handen van La Frochard, een wrede vrouw met een drankprobleem.

## Rolverdeling
| Acteur          | Personage           |
| --------------- | ------------------- |
| Rosine Dérean   | Louise              |
| Renée Saint-Cyr | Henriette           |
| Gabriel Gabrio  | Jacques             |
| Pierre Magnier  | Graaf van Lignères  |
| Jean Martinelli | Roger de Vaudray    |
| Yvette Guilbert | La Frochard         |
| Marthe Mellot   | Non                 |
| Émile Saulieu   | Markies van Presles |
| Jean Francey    | Pierre              |
| Camille Bert    | Arts                |
| Georges Morton  | Lafleur             |
| André Liabel    | Marest              |
| Pierre Ferval   | Herbergier          |
| Anthony Gildès  | Oude heer           |
| Armand Morins   | Sater               |